# Liste der olympischen Medaillengewinner aus Israel
Das Olympische Komitee Israels wurde 1933 gegründet und 1952 vom Internationalen Olympischen Komitee aufgenommen.

## Medaillenbilanz
Bislang konnten 16 Sportler und zwei Mannschaften aus Israel 20 olympische Medaillen erringen (4 × Gold, 6 × Silber und 10 × Bronze).
| Israel bei den Olympischen Sommerspielen                                         | Israel bei den Olympischen Sommerspielen | Israel bei den Olympischen Sommerspielen | Israel bei den Olympischen Sommerspielen | Israel bei den Olympischen Sommerspielen | Israel bei den Olympischen Sommerspielen |      | Israel bei den Olympischen Winterspielen | Israel bei den Olympischen Winterspielen | Israel bei den Olympischen Winterspielen | Israel bei den Olympischen Winterspielen | Israel bei den Olympischen Winterspielen | Israel bei den Olympischen Winterspielen |
| Jahr                                                                             | Gold                                     | Silber                                   | Bronze                                   | Gesamt                                   | Rang                                     | Jahr | Gold                                     | Silber                                   | Bronze                                   | Gesamt                                   | Rang                                     |                                          |
| 1952                                                                             | 0                                        | 0                                        | 0                                        | 0                                        |                                          |      | 1952                                     | –                                        | –                                        | –                                        | –                                        | –                                        |
| 1956                                                                             | 0                                        | 0                                        | 0                                        | 0                                        |                                          |      | 1956                                     | –                                        | –                                        | –                                        | –                                        | –                                        |
| 1960                                                                             | 0                                        | 0                                        | 0                                        | 0                                        |                                          |      | 1960                                     | –                                        | –                                        | –                                        | –                                        | –                                        |
| 1964                                                                             | 0                                        | 0                                        | 0                                        | 0                                        |                                          |      | 1964                                     | –                                        | –                                        | –                                        | –                                        | –                                        |
| 1968                                                                             | 0                                        | 0                                        | 0                                        | 0                                        |                                          |      | 1968                                     | –                                        | –                                        | –                                        | –                                        | –                                        |
| 1972                                                                             | 0                                        | 0                                        | 0                                        | 0                                        |                                          |      | 1972                                     | –                                        | –                                        | –                                        | –                                        | –                                        |
| 1976                                                                             | 0                                        | 0                                        | 0                                        | 0                                        |                                          |      | 1976                                     | –                                        | –                                        | –                                        | –                                        | –                                        |
| 1980                                                                             | –                                        | –                                        | –                                        | –                                        | –                                        |      | 1980                                     | –                                        | –                                        | –                                        | –                                        | –                                        |
| 1984                                                                             | 0                                        | 0                                        | 0                                        | 0                                        |                                          |      | 1984                                     | –                                        | –                                        | –                                        | –                                        | –                                        |
| 1988                                                                             | 0                                        | 0                                        | 0                                        | 0                                        |                                          |      | 1988                                     | –                                        | –                                        | –                                        | –                                        | –                                        |
| 1992                                                                             | 0                                        | 1                                        | 1                                        | 2                                        | 48                                       |      | 1992                                     | –                                        | –                                        | –                                        | –                                        | –                                        |
| 1996                                                                             | 0                                        | 0                                        | 1                                        | 1                                        | 71                                       |      | 1994                                     | 0                                        | 0                                        | 0                                        | 0                                        |                                          |
| 2000                                                                             | 0                                        | 0                                        | 1                                        | 1                                        | 70                                       |      | 1998                                     | 0                                        | 0                                        | 0                                        | 0                                        |                                          |
| 2004                                                                             | 1                                        | 0                                        | 1                                        | 2                                        | 52                                       |      | 2002                                     | 0                                        | 0                                        | 0                                        | 0                                        |                                          |
| 2008                                                                             | 0                                        | 0                                        | 1                                        | 1                                        | 81                                       |      | 2006                                     | 0                                        | 0                                        | 0                                        | 0                                        |                                          |
| 2012                                                                             | 0                                        | 0                                        | 0                                        | 0                                        |                                          |      | 2010                                     | 0                                        | 0                                        | 0                                        | 0                                        |                                          |
| 2016                                                                             | 0                                        | 0                                        | 2                                        | 2                                        | 77                                       |      | 2014                                     | 0                                        | 0                                        | 0                                        | 0                                        |                                          |
| 2020                                                                             | 2                                        | 0                                        | 2                                        | 4                                        | 39                                       |      | 2018                                     | 0                                        | 0                                        | 0                                        | 0                                        |                                          |
| 2024                                                                             | 1                                        | 5                                        | 1                                        | 7                                        | 41                                       |      | 2022                                     | –                                        | –                                        | –                                        | –                                        | –                                        |
| Gesamt                                                                           | 4                                        | 6                                        | 10                                       | 20                                       |                                          |      | Gesamt                                   | 0                                        | 0                                        | 0                                        | 0                                        |                                          |
| \| \| Gold \| Silber \| Bronze \| Gesamt \| \| Ges. S+W \| 4 \| 6 \| 10 \| 20 \| |                                          |                                          |                                          |                                          |                                          |      |                                          |                                          |                                          |                                          |                                          |                                          |
|                                                                                  | Gold                                     | Silber                                   | Bronze                                   | Gesamt                                   |                                          |      |                                          |                                          |                                          |                                          |                                          |                                          |
| Ges. S+W                                                                         | 4                                        | 6                                        | 10                                       | 20                                       |                                          |      |                                          |                                          |                                          |                                          |                                          |                                          |

## Medaillengewinner

### Einzelathleten
| Name             | Sportart                   | Jahr / Disziplin                                           | Gold | Silber | Bronze | Gesamt |
| ---------------- | -------------------------- | ---------------------------------------------------------- | ---- | ------ | ------ | ------ |
| Yael Arad        | Judo                       | Barcelona 1992: Halbmittelgewicht (bis 61 kg), Frauen      | 0    | 1      | 0      | 1      |
| Linoy Ashram     | Rhythmische Sportgymnastik | Tokio 2020: Rhythmische Sportgymnastik, Einzel             | 1    | 0      | 0      | 1      |
| Artem Dolgopyat  | Turnen                     | Tokio 2020: Turnen, Boden, Männer                          | 1    | 0      | 0      | 2      |
| Artem Dolgopyat  | Turnen                     | Paris 2024: Turnen, Boden, Männer                          | 0    | 1      | 0      | 2      |
| Gal Fridman      | Segeln                     | Atlanta 1996: Windsurfen, Männer                           | 0    | 0      | 1      | 2      |
| Gal Fridman      | Segeln                     | Athen 2004: Windsurfen, Männer                             | 1    | 0      | 0      | 2      |
| Yarden Gerbi     | Judo                       | Rio de Janeiro 2016: Halbmittelgewicht (bis 63 kg), Frauen | 0    | 0      | 1      | 1      |
| Raz Hershko      | Judo                       | Paris 2024: Schwergewicht (über 78 kg), Frauen             | 0    | 1      | 0      | 1      |
| Sharon Kantor    | Segeln                     | Paris 2024: Windsurfen, Frauen                             | 0    | 1      | 0      | 1      |
| Michael Kolganov | Kanu                       | Sydney 2000: Einer-Kajak 500 m, Männer                     | 0    | 0      | 1      | 1      |
| Inbar Lanir      | Judo                       | Paris 2024: Halbschwergewicht (bis 78 kg), (Frauen)        | 0    | 1      | 0      | 1      |
| Peter Paltchik   | Judo                       | Paris 2024: Halbschwergewicht (bis 100 kg), (Männer)       | 0    | 0      | 1      | 1      |
| Tom Reuveny      | Segeln                     | Paris 2024: Windsurfen, Männer                             | 1    | 0      | 0      | 1      |
| Or Sasson        | Judo                       | Rio de Janeiro 2016: Schwergewicht (über 100 kg), Männer   | 0    | 0      | 1      | 1      |
| Avishag Semberg  | Taekwondo                  | Tokio 2020: Fliegengewicht Frauen                          | 0    | 0      | 1      | 1      |
| Oren Smadja      | Judo                       | Barcelona 1992: Leichtgewicht (bis 71 kg), Männer          | 0    | 0      | 1      | 1      |
| Ariel Zeevi      | Judo                       | Athen 2004: Halbschwergewicht (bis 100 kg), Männer         | 0    | 0      | 1      | 1      |
| Shahar Zubari    | Segeln                     | Peking 2008: Windsurfen, Männer                            | 0    | 0      | 1      | 1      |

### Mannschaften
| Olympische Spiele | Sportart, Disziplin                    | Mitglieder | Gold | Silber | Bronze |  |
| ----------------- | -------------------------------------- | --- | ---- | ------ | ------ |  |
| Tokio 2020        | Judo, Mannschaft, Mixed                | Tohar Butbul, Raz Hershko, Li Kochman, Inbar Lanir, Sagi Muki, Shira Rishony, Baruch Shmailov, Timna Nelson-Levy, Peter Paltchik, Or Sasson, Gili Sharir | 0    | 0      | 1      |  |
| Paris 2024        | Rhythmische Sportgymnastik, Mannschaft | Shani Bakanov, Adar Friedmann, Romi Paritzki, Ofir Shaham, Diana Svertsov                                                                                | 0    | 1      | 0      |  |

## Geschichte
Das Olympische Komitee Israels wurde 1933 gegründet und 1952 in das Internationale Olympische Komitee aufgenommen. Israel nahm 1952 bei den Olympischen Sommerspielen 1952 das erste Mal an einer Olympiade teil.
Bei den Olympischen Sommerspielen in München 1972 traf die israelische Mannschaft ein tragisches Schicksal, als 11 Sportler von Terroristen der PLO ermordet wurden.
1978 wurde Israel aus den asiatischen Sportverbänden ausgeschlossen. Die Aufnahme in die meisten europäischen Verbände wurde von den Ostblockstaaten abgelehnt. Die israelische Nationalmannschaft musste in den folgenden Jahren bei der Olympiaqualifikation in der Gruppe für Ozeanien teilnehmen. Erst mit dem Ende des Kalten Krieges wurde Israel in die übrigen europäischen Sportverbände aufgenommen.
Die ersten Medaillen konnten erst 1992 bei den  Olympischen Sommerspielen in Barcelona gewonnen werden. Das erste Mal an Winterspielen nahm Israel bei den Olympischen Winterspielen 1994 in Lillehammer teil.
Bei der Olympiade 2004 in Athen weigerte sich der als Favorit gehandelte iranische Judoka Arash Miresmaeili gegen seinen israelischen Erstrundengegner Ehud Vaks anzutreten und schied somit ohne einen Kampf bestritten zu haben aus dem olympischen Turnier.
Der iranische Schwimmer Mohammad Alirezaei verzichtete bei der Olympiade 2008 in Peking auf einen Start im Vorlauf über 100 m Brust der Männer, weil in diesem Lauf auch der Israeli Tom Beeri gemeldet war.

## Olympische Jugendspiele
An den seit 2010 ausgetragenen Olympischen Jugendspielen für jugendliche Sportler im Alter von 14 bis 18 Jahren nahmen israelische Sportler seit 2010 bei den Sommerspielen und seit 2016 bei den Winterspielen teil. Dabei erreichten sie folgende Medaillen:
| Spiele            | Gold | Silber | Bronze | Gesamt | Platzierung |
| ----------------- | ---- | ------ | ------ | ------ | ----------- |
| Sommerspiele 2010 | 3    | 2      | 0      | 5      | 16          |
| Sommerspiele 2014 | 0    | 0      | 0      | 0      | -           |
| Winterspiele 2016 | 0    | 0      | 0      | 0      | -           |
| Sommerspiele 2018 | 1    | 1      | 1      | 3      | 53          |
| Winterspiele 2020 | 0    | 1      | 1      | 2      | 25          |
| Sommerspiele 2026 |      |        |        |        |             |